# Stratton Strawless
Stratton Strawless är en civil parish i Storbritannien.   Den ligger i grevskapet Norfolk och riksdelen England, i den sydöstra delen av landet, 160 km nordost om huvudstaden London. Antalet invånare är 495. Arean är 7,1 kvadratkilometer.
Terrängen i Stratton Strawless är mycket platt.